# Louis-Sébastien Berthet
Pour les articles homonymes, voir Berthet.
Louis-Sébastien Berthet (1750-1812) est un graveur, illustrateur et éditeur français.

## Biographie
Parisien, Berthet fut graveur et éditeur, ainsi qu'illustrateur de livres, notamment ceux de Rétif de La Bretonne en collaboration avec Louis Binet. 
L'un de ses plus anciens travaux est la Représentation du Fameux Globe Aérostatique, qui fut enlevé dans le Jardin du Palais des Tuileries, le 1er Décembre 1783, une eau-forte en couleurs, faisant référence au vol de Jacques Charles et Marie-Noël Robert.
Il participe à l'aventure éditoriale dirigée par Charles-Joseph Mayer et Charles-Georges Garnier, du Cabinet des fées, recueil des tous les contes connus, totalisant 41 volumes, publiés entre 1787 et 1789, et illustrés de 120 figures, composées par Berthet, Biosse, Choffard, De Ghendt, Delignon, Legrand, entre autres,. 
En 1791, Louis Sébastien Berthet apparaît comme l’auteur du frontispice « Le feu sacré du patriotisme les animent tous » des Révolutions de France et de Brabant de Camille Desmoulins ce qui dans cet hebdomadaire semble le désigner comme l’un des caricaturistes les plus prolifiques de la Révolution française.
Il eut différentes adresses pour ses boutiques parisiennes :
- en 1783, rue Jean-de-Beauvais, la 4e porte cochère à droite en entrant par la rue des Noyers ;
- en 1785, rue Saint-Jacques, vis-à-vis celle du Plâtre ;
- en 1797-1798, rue des Noyers, no 46 ;
- en 1805, rue des Anglais, no 13 ;
- en 1808, rue Galande, no 27.

## Exemples de composition

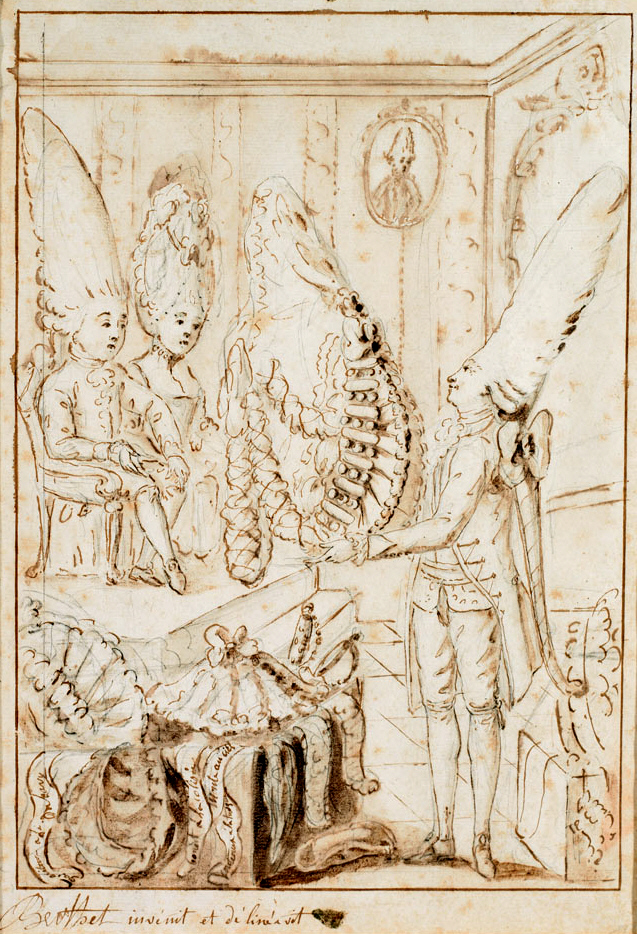
Dessin à la plume pour Le Cabinet des fées, préparatoire à la gravure à droite.
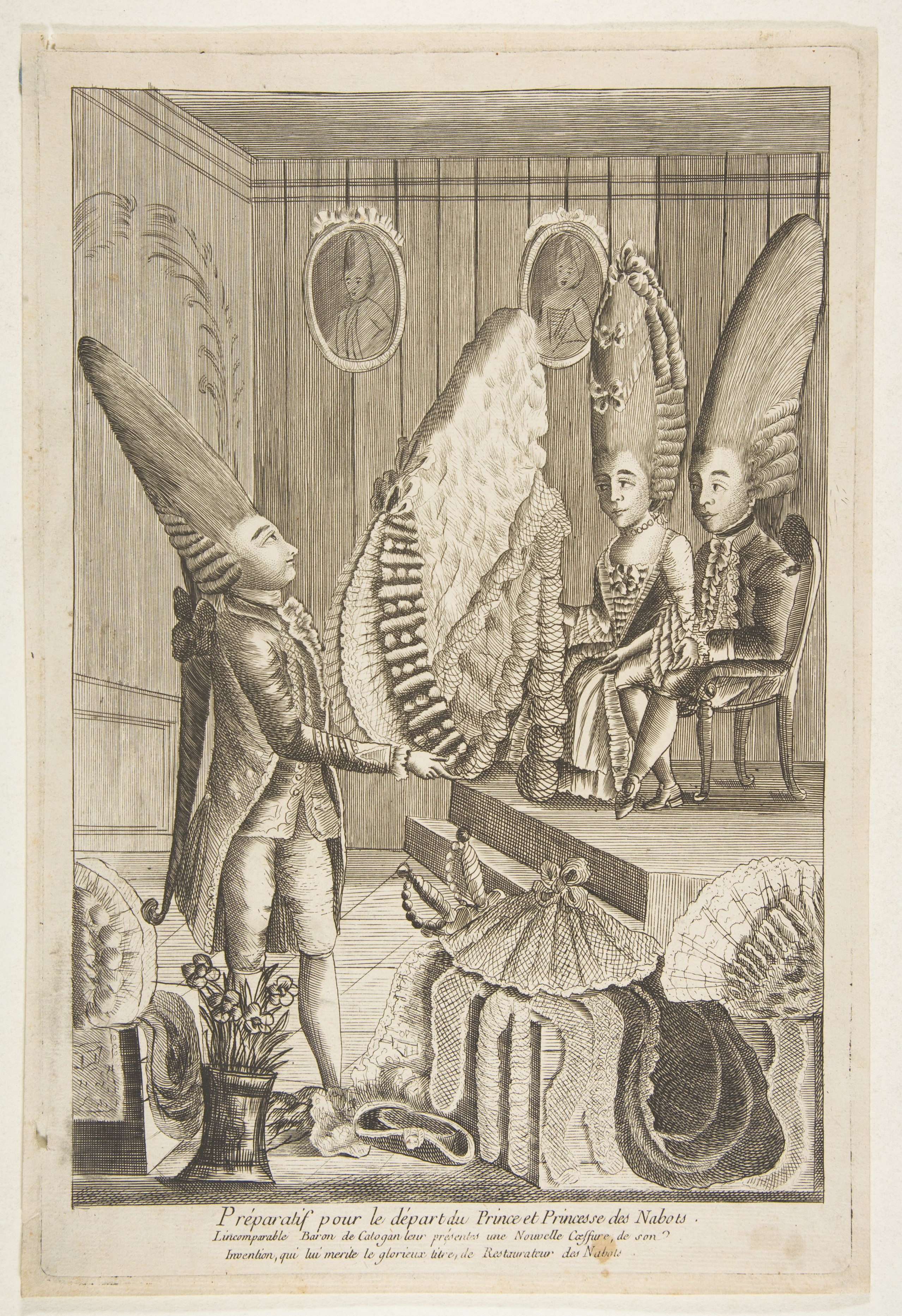
Préparatif pour le départ du Prince et Princesse des Nabots, eau-forte tirée du dessin à gauche (Metropolitan Museum of Art).
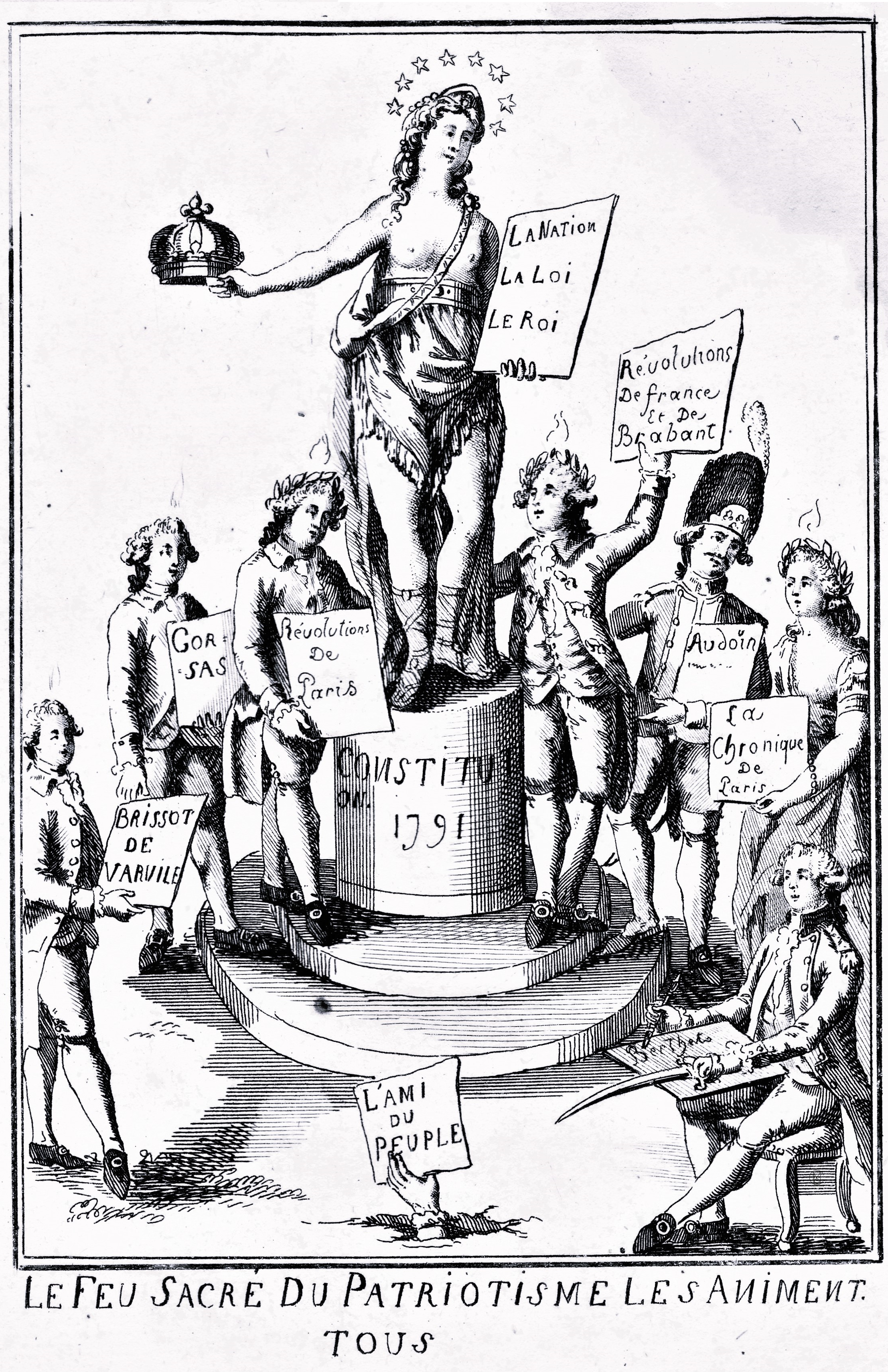
Le feu sacré du patriotisme les animent tous, n°77 des Révolutions de France et du Brabant.